# 2MASS J15203974+3546210
2MASS J15203974+3546210 ist ein Brauner Zwerg der Spektralklasse T0 im Sternbild Bootes. Er wurde 2006 von Kuenley Chiu et al. entdeckt.